# Autostrada A293 (Niemcy)
Autostrada A293 (niem. Bundesautobahn 293 (BAB 293), także niem. Autobahn 293 (A293)) – autostrada federalna w Niemczech, w Dolnej Saksonii, przebiegająca z północy na południe. Wraz z autostradą federalną A28 tworzy obwodnicę Oldenburga. Łączy autostradę A28 na zachodzie miasta z A29 na węźle Kreuz Oldenburg-Nord.
A293 znana jest również jako Stadtautobahn Oldenburg. 